# A. A. 밀른
앨런 알렉산더 밀른(영어: Alan Alexander Milne, 1882년 1월 18일 ~ 1956년 1월 31일)은 런던 태생의 스코틀랜드인으로 영국의 아동문학 작가, 판타지 작가, 추리 작가, 시인, 극작가이다.
대한민국에서는 동화, 동요의 작품이 유명하다. 대표작은 1926년에 E. H. 셰퍼드와 함께 출간한 《곰돌이 푸》시리즈와 1922년에 출간한 그의 유일한 추리 소설 《붉은 저택의 비밀》 등이 있다.
어렸을 때, H. G. 웰즈에게 가르침을 받아 큰 영향을 받았다. 공립 학교의 웨스트민스터 학교 및 케임브리지 대학교 트리니티 컬리지에서 배웠고 학생시절부터 학내잡지에 시나 수필을 투고했다. 대학 재학 중부터 영국의 유머잡지 《펀치》(Punch)에 투고해, 후에는 편집 조수가 되었다. 그 후, 작가로서 독립하였다.
1913년에 밀른은 도로시 "다핀" 드 셀린코트 (Dorothy "Daphne" de Sélincourt)와 결혼하였다. 1920년 8월 21일, 아들 크리스토퍼 로빈 밀른이 태어났다. 유명한 작품인 《곰돌이 푸》는 외아들인 크리스토퍼를 위해서 집필한 것이다.